# Aria calomniei
Aria calomniei ( în italiană La calunnia è un venticello), este o arie pentru vocea bas din opera Bărbierul din Sevilla pe muzică de Gioacchino Rossini și un libret în limba italiană de Cesary Sterbini, după piesa omonimă a lui Pierre Beaumarchais care a avut premiera pe 20 februarie 1816 la Teatro di Torre Argentina din Roma.
Această arie este o operă de artă în sine, deoarece muzica lui Rossini întărește efectul fiecărei fraze cu o utilizare magistrală a crescendo-ului, descriind modestele începuturi ale calomniei până la cele mai tunătoare efecte ale sale. Este una dintre cele mai cunoscute piese lirice pentru voce de bas, fiind interpretată de personajul lui Don Basilio în Actul I, scena 8.

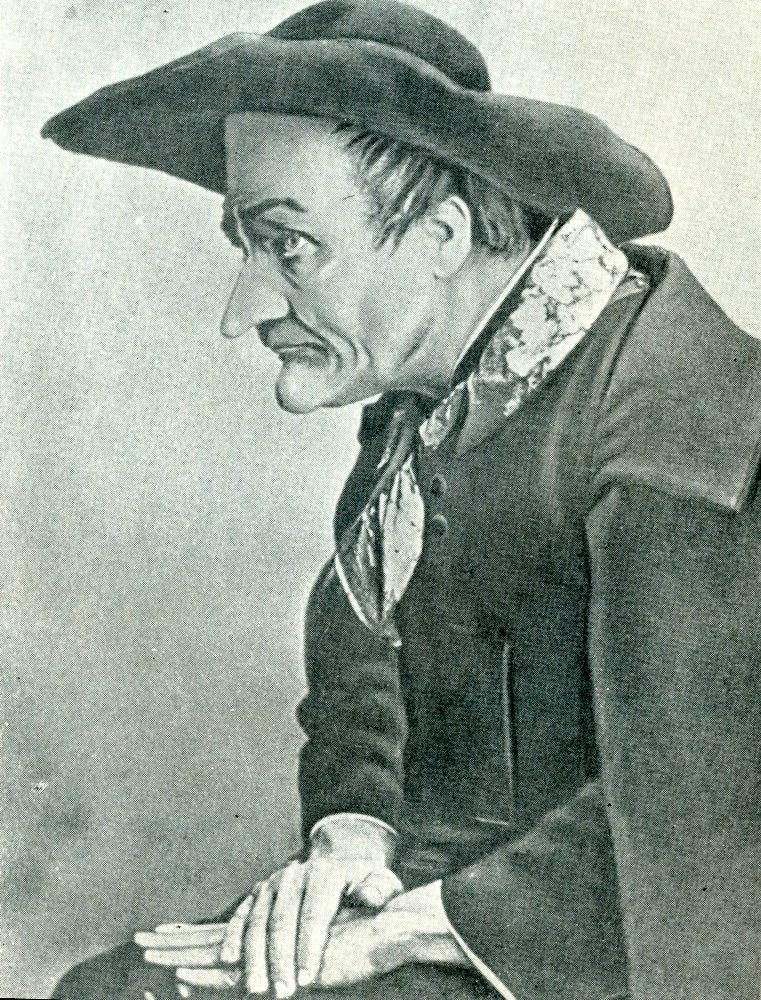
Feodor Șaliapin (poză de Lev Leonidov) în rolul lui Don Basilio

## Text
| Textul original |
| --- |
| La calunnia è un venticello, un'auretta assai gentile che insensibile, sottile, leggermente, dolcemente incomincia, incomincia a sussurrar Piano piano, terra terra, sottovoce, sibilando, va scorrendo, va scorrendo va ronzando, va ronzando; nell'orecchie della gente s'introduce, s'introduce destramente, e le teste ed i cervelli, e le teste ed i cervelli fa stordire, fa stordire e fa gonfiar. Dalla bocca fuori uscendo lo schiamazzo va crescendo prende forza a poco a poco, vola già di loco in loco; sembra il tuono, la tempesta che nel sen della foresta va fischiando, brontolando, e ti fa d'orror gelar. Alla fin trabocca e scoppia, si propaga, si raddoppia e produce un'esplosione come un colpo di cannone, come un colpo di cannone. Un tremuoto, un temporale, Un tumulto generale che fa l'aria rimbombar! E il meschino calunniato, avvilito, calpestato, sotto il pubblico flagello per gran sorte ha crepar. E il meschino calunniato, avvilito, calpestato, sotto il pubblico flagello per gran sorte ha crepar. 1. - Calomnie - Defăimare |